# كريستين جريدى
كريستين جرادي (بالإنجليزية: Christine Grady)‏ هي ممرضة أمريكية وأخصائية في علم الأحياء، اعتبارًا من عام 2020 تولت منصب رئيس قسم أخلاقيات البحث الطبي والبيولوجي في معاهد الصحة الوطنية الأمريكية (NIH) هي وكالة تابعة لوزارة وكانت مزيون الصحة والخدمات البشرية الأمريكية وهي الوكالة الرئيسية في الحكومة الأمريكية المسئولة عن الأبحاث المتعلقة بالطب الحيوي والصحة.

## التعليم
حصلت جرادي على درجة البكالوريوس في التمريض وعلم الأحياء في جامعة جورج تاون، ودرجة الماجستير في التمريض من مؤسسة بوسطن التعليمية، ودكتوراه في الفلسفة من جامعة جورج تاون. عملت في التمريض إلى جانب البحوث السريرية والرعاية السريرية وفيروس نقص المناعة البشرية.

## العمل
كانت جرادي مفوضًا في لجنة رئيس الولايات المتحدة لدراسة قضايا اخلاقيات البحث الطبي والبيولوجى بين عامي 2010 و 2017.  وهي عضو في الأكاديمية الوطنية للطب بالولايات المتحدة الأمريكية كما انها أستاذ في معهد كينيدي لأخلاقيات البيولوجى وزميل في مركز هاستينغز والأكاديمية الأمريكية للتمريض.

## الجوائز
حصلت جرادى على جائزة المدير التنفيذى عام 2017 من معاهد الصحة الوطنية الأمريكية (NIH)، كما حصلت على The Diector's Awardrعام 2015 و2017 من نفس المنظمة، وهي مبادرة بحثية مصممة لدعم الباحثين الذين يبتكرون مشاريع مبتكرة ومؤثرة.

## الحياة الشخصية
جرادي متزوجة من أنتوني س. فوسي، عالم المناعة الأمريكي ورئيس المعهد الوطني للحساسية والأمراض المعدية بالولايات المتحدة (NIAID) في NIH. 

## قراءة المزيد
- Schaub E (28 يونيو 2013). "Member Spotlight: Christine Grady". The blog of the 2009–2017 Presidential Commission for the Study of Bioethical Issues. Georgetown University. مؤرشف من الأصل في 2019-02-01.
- "In their own words: Christine Grady, R.N., Ph.D". NIH. 30 يناير 1997. مؤرشف من الأصل في 2020-02-08.